# Xyroptila peltastes
Xyroptila peltastes là một loài bướm đêm thuộc họ Pterophoridae. Nó được tìm thấy ở Úc.